# Hannacha
Hannacha (em árabe: حناشة) é uma comuna localizada na província de Médéa, Argélia. De acordo com o censo de 2008, a população total da cidade era de 10 000 habitantes.